# Erma Bombeck
Pour les articles homonymes, voir Bombeck.
Erma Louise Bombeck, née le 21 février 1927 à Bellbrook (Ohio) et morte le 22 avril 1996 à San Francisco (Californie), est une humoriste, écrivaine et journaliste américaine.